# Eimear Nicholls
Eimear Nicholls (nacida como Eimear Mullan, 21 de mayo de 1982) es una deportista irlandesa que compitió en triatlón. Ganó una medalla de plata en el Campeonato Europeo de Triatlón de Media Distancia de 2013.

## Palmarés internacional
| Campeonato Europeo | Campeonato Europeo | Campeonato Europeo | Campeonato Europeo |
| Año                | Lugar              | Medalla            | Prueba             |
| ------------------ | ------------------ | ------------------ | ------------------ |
| 2013               | Barcelona (España) | Medalla de plata   | Individual         |